# Assen Slatew
Assen Slatew (* 23. Mai 1960 in Zarimir, Oblast Plowdiw) ist ein ehemaliger bulgarischer Gewichtheber.

## Karriere
Slatews erster internationaler Wettkampf waren die Europameisterschaft 1980 in Belgrad. Er trat im Mittelgewicht bis 75 kg an und belegte mit 355 kg im Zweikampf den ersten Platz vor Nedeltscho Kolew und Alexander Perwi. Somit wurde Slatew gleich in seinem ersten internationalen Wettkampfjahr für die Olympischen Spiele 1980 in Moskau eingesetzt. Dort gewann er Gold mit 360 kg, erneut vor Perwi und Kolew.
Daraufhin wechselte Slatew in das Leichtschwergewicht bis 82,5 kg, wo er sich zum Hauptkonkurrenten von Jurik Wardanjan entwickelte. 1981 zur WM in Lille konnte Wardanjan, der im Stoßen stärker war, Slatew noch mit 392,5 kg zu 372,5 kg auf den zweiten Platz verweisen. Beide rissen 170 kg, doch Wardanjan stieß 223,0 kg einen neuen Weltrekord, der mit 20 kg mehr in die Zweikampfwertung einging als Slatews 202,5 kg.
Da Wardanjan bei der WM 1982 im Mittelschwergewicht bis 90 kg antrat, gewann Slatew mit 400 kg im Zweikampf Gold. 1983 kam es wieder zum Aufeinandertreffen der beiden Konkurrenten. Bei der WM in Moskau traten beide im Leichtschwergewicht an. Nachdem beide erneut dieselbe Last im Reißen von 180 kg bewältigt haben, gewann Wardanjan mit 2,5 kg mehr im Stoßen gegenüber Slatew mit 390,0 kg die Goldmedaille.
Aufgrund des Olympiaboykotts der sozialistischen Staaten 1984 konnte Slatew nicht an diesen Spielen teilnehmen. Die Goldmedaille im Leichtschwergewicht bis 82,5 kg ging an Petre Becheru, der im Zweikampf 355,0 kg erzielte, eine Last die Slatew sicherlich zuzutrauen gewesen wäre.
Beim nächsten Duell von Slatew und Wardanjan 1985 in Södertälje, konnte sich Wardanjan ein weiteres Mal mit seiner Überlegenheit im Stoßen alle drei Goldmedaillen sichern. Slatew gewann drei Mal Silber. Nach dem Rücktritt von Wardanjan gewann Slatew die WM im eigenen Land in Sofia 1986 souverän, indem er Wardanjans Weltrekord im Zweikampf von 405,0 kg einstellte.
Bei seiner letzten Weltmeisterschaft 1987 konnte Slatew mit 375,0 kg im Zweikampf die Bronzemedaille erringen. Nachdem bei den Olympischen Spielen 1988 in Seoul zwei bulgarischen Goldmedaillengewinnern in niedrigeren Klassen Doping nachgewiesen wurde, zog Bulgarien seine komplette Mannschaft zurück. So wurde Slatew erneut die Chance auf eine olympische Medaille genommen.

## Sonstiges
Slatew ist seit dem Jahr 2000 Ehrenbürger von Plowdiw. Er besitzt eine Molkerei und ist nun in der Käseproduktion tätig.

## Persönliche Bestleistungen
- Reißen: 183,0 kg in der Klasse bis 82,5 kg 1986 in Melbourne
- Stoßen: 225,0 kg in der Klasse bis 82,5 kg 1986 in Sofia
- Zweikampf: 405,0 kg (180,0 + 225,0 kg) in der Klasse bis 82,5 kg 1986 in Sofia